# Paul Zumthor
Paul Zumthor (Genebra, 5 de agosto de 1915 - Montreal, 11 de janeiro de 1995) foi um importante medievalista, crítico literário, historiador da literatura e linguista suíço.

## Obras
português
- “'A Letra e a Voz'”
- “'Escritura e Nomadismo'”
- "Introdução à poesia oral"
- “'Performance, Recepção e Leitura'”

francês.
- Merlin le prophète. Un thème de la littérature polémique, de l'historiographie et des romans (1943)
- Antigone ou l'espérance (1945)
- Victor Hugo poète de Satan (1946)
- Saint Bernard de Clairvaux (1947) con el crítico suizo Albert Béguin
- Positions actuelles de la linguistique et de l'histoire littéraire (1948)
- Lettres de Héloïse et Abélard (1950)
- Abréviations composées (1951)
- L'Inventio dans la poésie française archaïque (1952)
- Miroirs de l'Amour. Tragédie et Préciosité(1952)
- Histoire littéraire de la France médiévale (VIe-XIVe siècles) (1954)
- Charles le Chauve (1957)
- La griffe, Paris (1957)
- Précis de syntaxe du francais contemporain (1958), escrito con Walther von Wartburg
- La Vie quotidienne en Hollande au temps De Rembrandt (1960)
- Les Contrebandiers (1962)
- Langue et techniques poétiques à l'époque romane (XIe - XIIIe siècles) (1963)
- Un prêtre montheysan et le sac de Liège en 1468.'La Complainte de la Cité de Liège (1963), poema editado con Willem Nooman
- Guillaume le Conquérant et la civilisation de son temps (1964)
- Roman et Gothique: deux aspects de la poésie médiévale (1966)
- Essai de poétique médiévale (Seuil, 1972)
- Langue, texte, énigme (Seuil, 1975); Lengua, texto, enigma
- Anthologie des grands rhétoriqueurs (1978)
- La Masque et la lumière. La poétique des grands rhétoriqueurs (Seuil, 1978)
- Antologie des grands rhétoriqueurs (10/18, 1979)
- Parler du Moyen âge (1980)
- Introduction à la poésie orale (Seuil, 1983). Tr.: Introducción a la poesía oral, Madrid, Taurus (1991) ISBN 978-84-306-0182-0
- La Poésie et la Voix dans la civilisation médiévale (1984). Tr.: La poesía y la voz en la civilización medieval, Madrid, Abada (2006) ISBN 978-84-96258-74-7
- Jeux de mémoire: aspects de la mnémotechnie médiévale (1986), con Bruno Roy.
- Midi le Juste (1986) poemas
- La Fête des fous (1987) novela
- La Lettre et la Voix (Seuil, 1987). Tr.: La letra y la voz, Madrid, Cátedra, 1989 ISBN 978-84-376-0826-6
- Point de fuite (1989)
- Écriture et nomadisme: entretiens et essais (1990)
- La Traversée (1991)
- La mesure du monde (Seuil, 1993). Tr.: La medida del mundo. Representación del espacio en la Edad Media, Cátedra, 1994 ISBN 978-84-376-1301-7
- La Porte à côté (1994)
- Fin en Soi (1996), poemas
- Babel ou l'inachèvement (Seuil, 1997)

## Sobre
- “'Oralidade em Tempo e Espaço'” (resultado de um Colóquio PUC-SP)